# 梅根·寇特妮
梅根·寇特妮（英語：Megan Courtney，1993年10月27日—），美國女子排球運動員，司職主攻手及自由人。現時效力於義甲［斯坎迪奇女排俱樂部]]。
她是美國國家女子排球隊隊員。她代表美國出戰2019年世界女排聯賽奪得金牌，並首度在獲得最佳自由人。值得一提，梅根能打主攻手及自由人兩個位置。由於國家隊的主攻手眾多，但梅根不在主力之中。但其一傳表現出色，而且國家隊亦缺自由人，梅根便成為了美國國家女子排球隊自由人。她在俱樂部時才做回主攻手。

## 獎項

### 个人荣誉
- 2019年世界女排聯賽：最佳自由人

### 國家隊
- 2019年世界女排聯賽： - 金牌